# Джон Мор Танистер
Джон Мор Танистер Макдональд (гэльск. Eòin Mòr Tànaiste, Iain MacDhòmhnaill (умер в 1427) — шотландский дворянин, основатель клана Макдональд из Даннивега и Гленса, второй сын Джона Макдональда (ум. 1386), и принцессы Маргарет Стюарт, дочери короля Шотландии Роберта II Стюарта и Элизабет Мур. Предок ирландского клана Макдоннеллов из Антрима.

## Биография
После смерти своего отца Джона Макдональда в 1386 году Джон Мор Макдональд получил в наследство земли в Кинтайре (замки Данаверти, Скипнесс и Эйрд) и на острове Айлей (замок Даннивег). Джон Мор был признан наследником (танистри) своего старшего брата Домналла, лорда Островов (1386—1423). Не удовольствовавшись полученным наследством, он возглавил восстание против своего старшего брата Домналла Макдональда. Восстание началось в 1387 году и продолжалось в 1390-х годах. Джон Танистер получал поддержку крупного шотландского клана Маклин. Тем не менее, в конце концов Джон Мор и союзный ему клан Маклин вынуждены были подчиниться власти Домналла Макдональда. В 1395 году Джон Мор вынужден был бежать в Ирландию, где он обосновался в графстве Антрим, поступив на службу короля Англии Ричарда II, а затем и Генриха IV.
Благодаря браку в 1399 году с Маргарет Биссет, дочерью Хью Биссета, лорда Гленса, Джон Мор Танистер получил в приданое район Гленс в Антриме и остров Ратлин в Ирландии, став известным как лорд Даннивег и Гленс. На само же деле это было позднее приобретение Макдональдов из Даннивега, так как Макюэна Биссет продолжал владеть Гленсом в Антриме до конца 1522 года, когда последний известный представитель рода погиб в битве.
24 июля 1411 года Джон Мор Танистер участвовал в битве при Харлоу, к северу от Инверури в Абердиншире, на стороне своего старшего брата Дональда (Домналла) Макдональда, лорда Островов, против королевской армии под командованием Александра Стюарта, графа Мара. Позднее Джон Мор сражался против Роберта Стюарта, герцога Олбани и регента Шотландии, совершавшего набеги на Аргайл, чтобы заставить его брата Дональда Макдональда сдаться.
В 1427 году во время запланированной встречи в Арду-Ду на острове Айлей Джон Мор Танистер был атакован и убит Джеймсом Кэмпбеллом.
Дети от брака с Маргарет (Марджори) Биссет, дочерью Хью Биссета, лорда Гленса:
- Дональд Баллок Макдональд (ум. ок. 1476), женатый на Джоанне, дочери Конна О’Нила из Edenduffcarrick.

Также Джон Мор являлся отцом Ранальда Бэйна Макдональда, основателя клана Макдональд из Ларги, матерью которого была дочь Финнона (Green Abbot) или его жена Маргарет.